# Mohamed-Chérif Ferjani
Pour les articles homonymes, voir Ferjani.
Mohamed-Chérif Ferjani (arabe : محمد الشريف فرجاني), né en 1951, est un politologue, islamologue et universitaire tunisien installé en France.

## Biographie
Professeur de science politique à l'université Lumière-Lyon-II, il est chercheur au Groupe de recherches et d'études sur la Méditerranée et le Moyen-Orient (GREMMO), à la Maison de l'Orient et de la Méditerranée, au Centre national de la recherche scientifique et à l'Institut de recherche sur le Maghreb contemporain.
Directeur du département d'études arabes à l'université Lumière-Lyon-II entre 1996 et 1997 et du GREMMO entre 2004 et 2007, il est président du Haut-Conseil du Timbuktu Institute, membre du conseil scientifique international du World Congress of Middle Eastern Studies à Barcelone, du comité de pilotage de l'Institut supérieur d'étude du religieux et de la laïcité et du comité scientifique de revues comme Prologues, la Revue maghrébine des livres, Alpha et la Revue tunisienne de science politique.
Ses travaux traitent l'histoire des idées politiques dans le monde arabe, le rapport entre la politique et le religieux dans le champ islamique et les rapports entre savoir et pouvoir.

## Activité politique
Au cours de son parcours à l'université de Tunis au début des années 1970, il adhère au mouvement marxiste-léniniste Perspectives, relayé par l'organisation clandestine El Amal Ettounsi (L'Ouvrier tunisien). Il est condamné à six ans de prison en 1975. Relaxé en 1980, il part en France pour poursuivre ses études et s'y installer définitivement. Il est également l'un des fondateurs de la section tunisienne d'Amnesty International.

## Publications
- Mohamed-Chérif Ferjani, Islamisme, laïcité et droits de l'homme, Paris, L'Harmattan, 1991 (réimpr. Tunis, Amal, 2012 sous le titre Islamisme, laïcité et droits humains), 400 p. (ISBN 978-2738410252)[6].
- Dominique Cusenier et Mohamed-Chérif Ferjani, Les Voies de l'islam : approche laïque des faits islamiques, Paris, Éditions du Cerf, 1996, 267 p. (ISBN 978-2840930556).
- Mohamed-Chérif Ferjani, Le Politique et le religieux dans le champ islamique, Paris, Fayard, 2005, 360 p. (ISBN 978-2213652221)[7] ; traduit en espagnol et arabe.
- Mohamed-Chérif Ferjani, Prison et liberté : Parcours d'un opposant de gauche dans la Tunisie indépendante, Tunis, Mots passants, 2014 (réimpr. Tunis, Nirvana, 2019), 238 p.[8].
- Mohamed-Chérif Ferjani, Religion et démocratisation en Méditerranée, Marseille, Riveneuve éditions, 2015, 272 p. (ISBN 978-2360133253)[9].
- (ar) Mohamed-Chérif Ferjani, العلمنة و العلمانيّة في الفضاءات الإسلاميّة [« Sécularisation et laïcité dans les espaces musulmans »], Beyrouth, Dar Tanwir,‎ 2017[10].
- (ar) Collectif, ورقات حول اليسار و الإسلام السياسي [« La gauche et l'islam politique »], Tunis, Nirvana,‎ 2017.
- Mohamed-Chérif Ferjani, Pour en finir avec l'exception islamique, Tunis, Nirvana, 2017, 250 p. (ISBN 978-9938940114)[11],[12].
- Mohamed-Chérif Ferjani, De l'Islam d'hier et d'aujourd'hui, Tunis, Nirvana, 2019, 438 p. (ISBN 978-9938530131)[13] ; ouvrage édité simultanément au Sénégal par le Timbuktu Institute, au Canada par les Presses de l'Université de Montréal et au Maroc par La Croisée des Chemins.
- Haoues Séniguer (dir.), Jeux de pouvoir au Maghreb, Paris, L'Harmattan, 2020, 238 p. (ISBN 978-2140161322)[14].
- Mohamed-Chérif Ferjani, Néolibéralisme et révolution conservatrice, Tunis, Nirvana, 2021[15],[16].

## Décoration
- Officier de l'ordre des Palmes académiques (France)[17]

## Distinctions
- Prix de l'Émir Abdelkader pour la rencontre des peuples, des cultures et des fois de l'hospitalité d'Abraham à Lyon[17]
- Prix du Grand Atlas au Maroc pour la version espagnole de son livre Le Politique et le religieux dans le champ islamique (2009)[18]